# Sumber Arum (Dander)
Sumber Arum is een bestuurslaag in het regentschap Bojonegoro van de provincie Oost-Java, Indonesië. Sumber Arum telt 5500 inwoners (volkstelling 2010).